# Terres de l'Ebre
Les Terres de l'Ebre és una regió que aplega les comarques meridionals de Catalunya: el Baix Ebre, el Montsià, la Terra Alta i la Ribera d'Ebre. El seu accident geogràfic més característic és el curs baix del riu Ebre. És un dels vuit àmbits funcionals territorials de Catalunya, dels quals és el setè per població. L'any 2017 tenia 179.508 habitants.
Les localitats amb més habitants de la regió són: Tortosa, Amposta, La Ràpita, Deltebre i Alcanar. Tenen un pes representatiu, també, Gandesa i Móra d'Ebre, com a capitals de les comarques de la Terra Alta i la Ribera d'Ebre.
| Comarca       | Habitants |
| ------------- | --------- |
| Baix Ebre     | 81.724    |
| Montsià       | 72.189    |
| Ribera d'Ebre | 24.004    |
| Terra Alta    | 12.943    |

## El nom

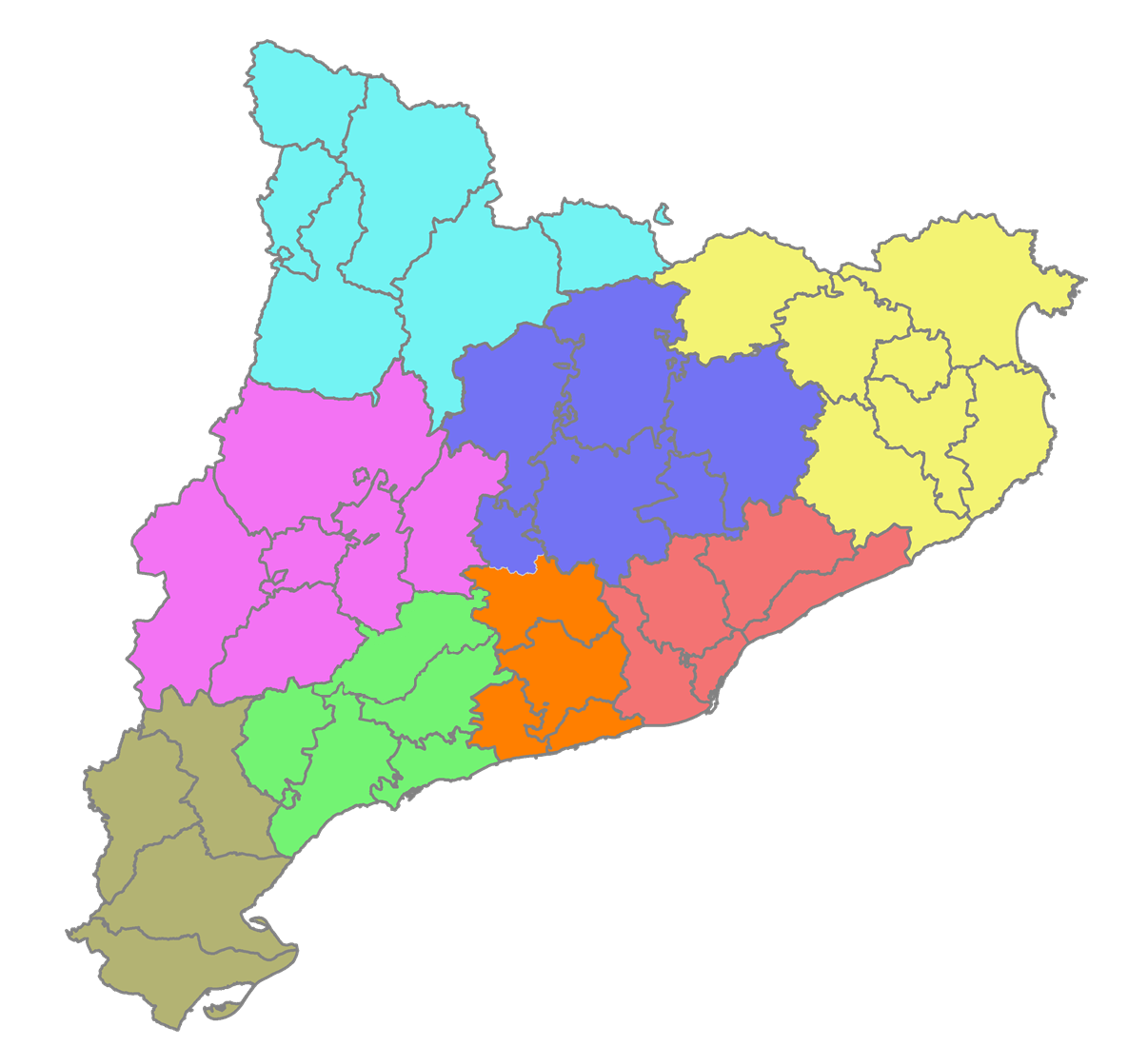
Terres de l'Ebre

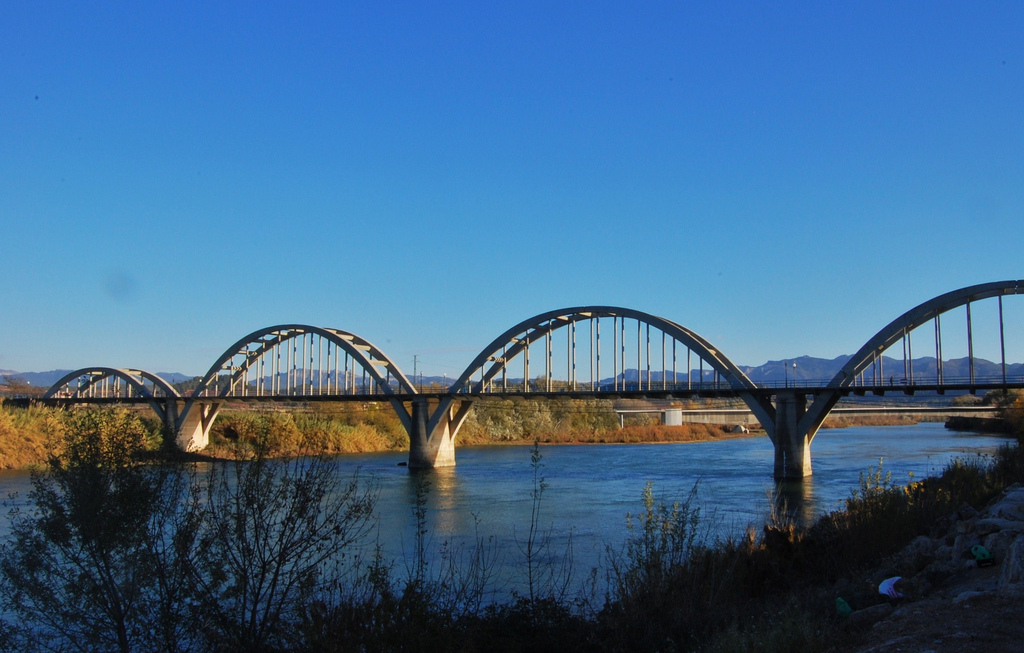
El pont de Móra d'Ebre

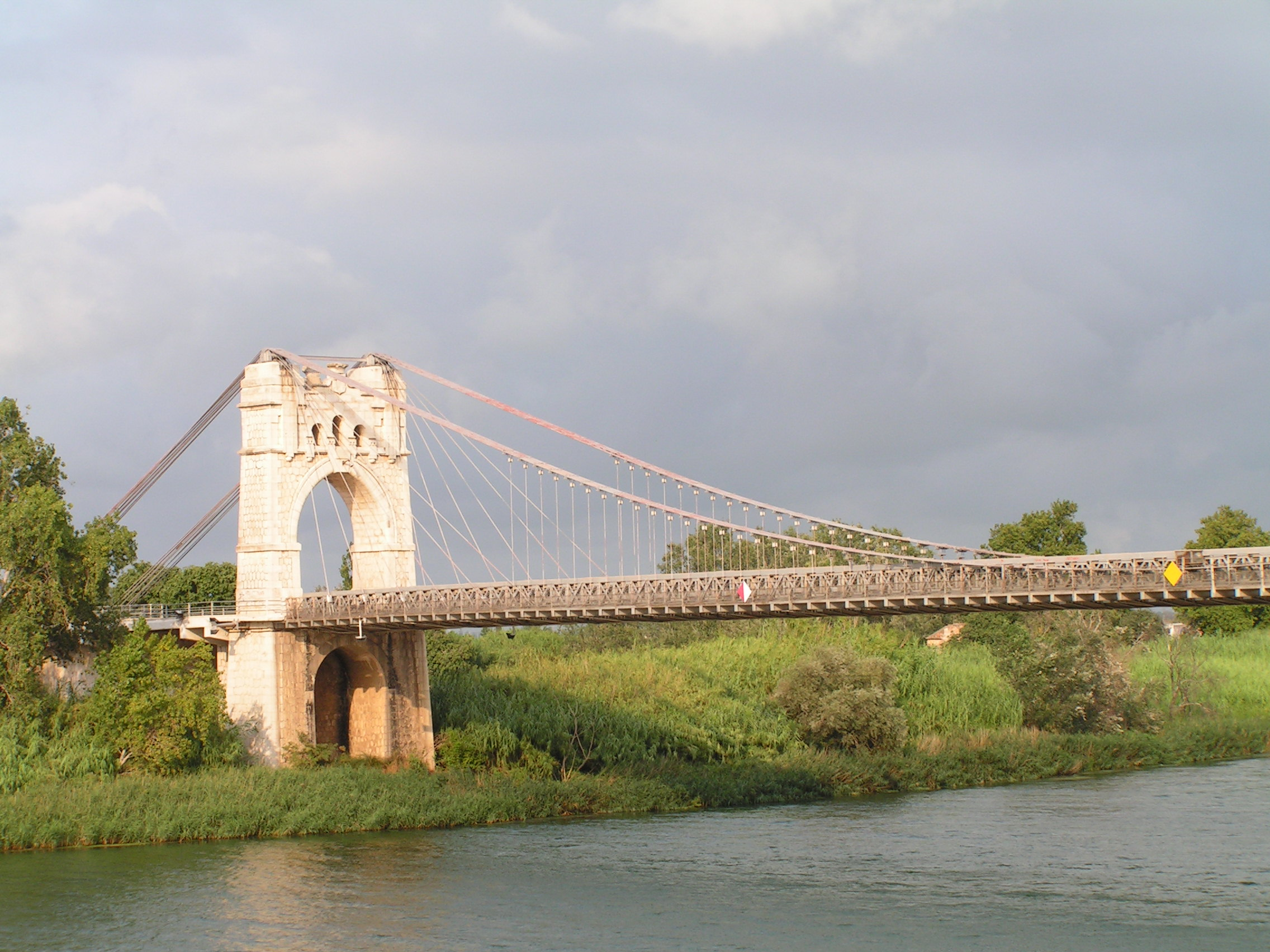
Pont penjant d'Amposta

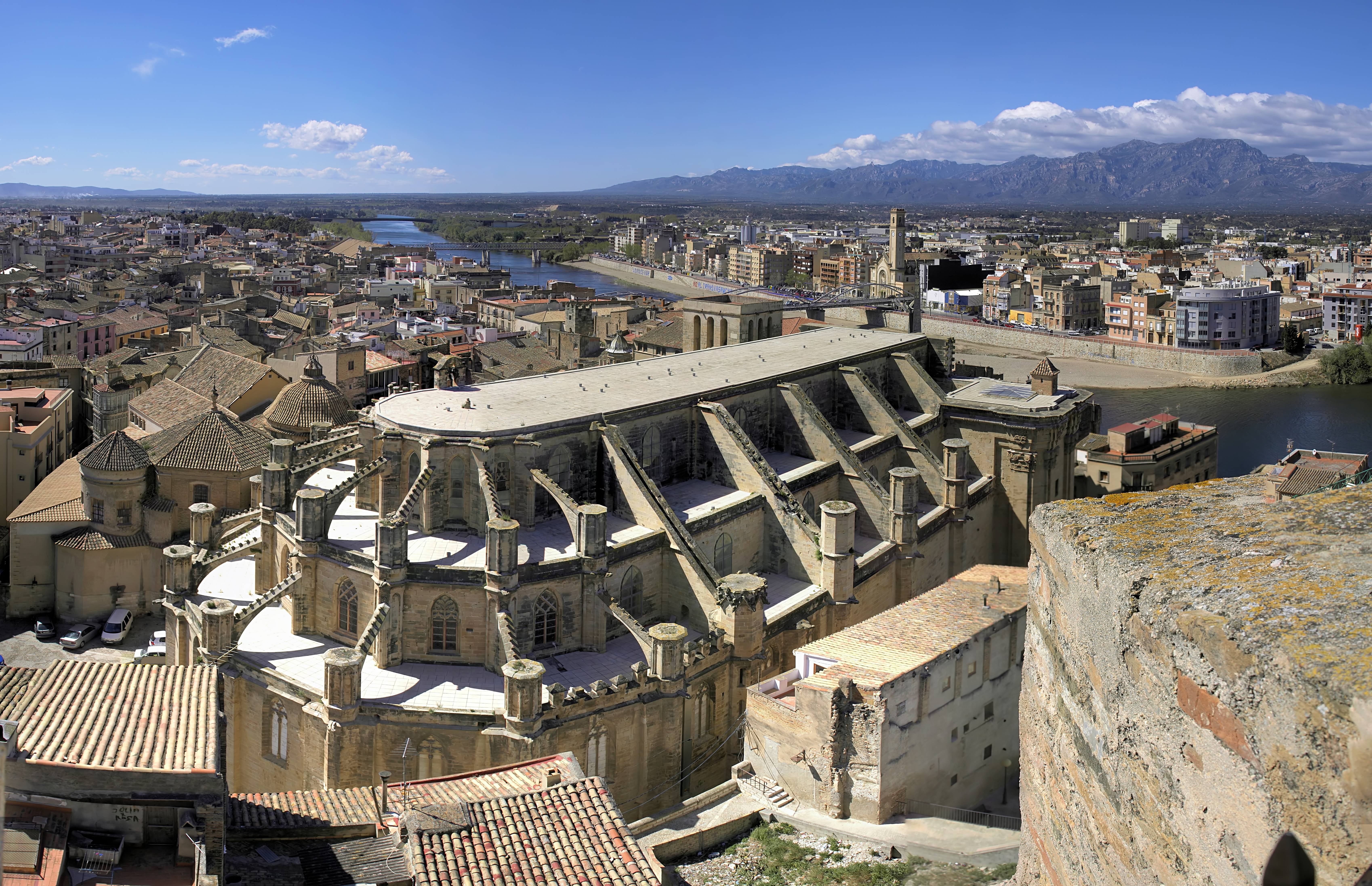
Catedral de Tortosa

"Lo Nus", principal símbol emprat en la lluita contra el transvasament de l'Ebre

El nom Terres de l'Ebre es va popularitzar arran del llibre de l'escriptor rapitenc Sebastià Juan i Arbó, titulat també Terres de l'Ebre. Arbó pretenia dibuixar, sobretot, la vida al Delta de l'Ebre.
L'expressió, més tard, va passar a designar les quatre comarques meridionals de Catalunya i allò que abans s'entenia per la Ribera [de l'Ebre] (sense confondre-ho amb l'actual comarca de la Ribera d'Ebre). La idea va sorgir a les jornades realitzades en el marc del Congrés de Cultura Catalana a Tortosa (1977) i es va consolidar definitivament durant el moviment cívic en contra del Pla Hidrològic Nacional (PHN) i del transvasament de l'aigua de l'Ebre al País Valencià, articulat a través de la Plataforma en Defensa de l'Ebre.

## Característiques socials
La fi de la navegabilitat del riu Ebre va provocar un canvi en l'orientació socioeconòmica de la comarca de la Ribera d'Ebre de Tortosa cap Reus en alguns punts de la vida quotidiana, com l'àmbit sanitari, sobretot gràcies a la línia ferroviària que enllaça directament Móra la Nova amb Reus i Tarragona. Cal apuntar que aquesta comarca presenta també un fort caràcter de transició entre Lleida (la meitat nord) i Reus (sobretot la meitat sud); el Pas de l'Ase fa de divisori.
La Terra Alta, la zona menys poblada, es comunica amb Tortosa-Amposta a través de la C-12 (l'Eix de l'Ebre). Cal fer referència al nexe d'aquesta comarca amb les del Matarranya i el Baix Aragó-Casp, ja a la comunitat autònoma de l'Aragó.
Les Terres de l'Ebre, juntament amb les zones del Maestrat i del Matarranya (entenent també com a tal els pobles catalanòfons de les comarques del Baix Aragó i del Baix Aragó-Casp), són zones de frontera amb un particular intercanvi humà. El mateix passa amb la comarca del Baix Maestrat i dels Ports.

## Turisme
Les Terres de l'Ebre compten amb diversos espais d'interès turístic: el Parc Natural dels Ports (creat l'any 2001), la Reserva Nacional de Caça, la via verda de la Val de Zafan que connectarà la comarca de la Terra Alta i el Baix Ebre amb el Parc Natural del Delta de l'Ebre, els espais naturals de la serra de Cardó, les coves de Benifallet, els conjunts històrics d'Horta de Sant Joan o Arnes, el castell de Miravet, els espais de la batalla de l'Ebre, les activitats i el paisatge fluvial (Mequinensa-Deltebre), l'Assut de Xerta, la diversitat de les platges de la Costa de l'Ebre (roca o arena, grans o petites platges i pobles de turisme familiar com l'Ametlla de Mar, l'Ampolla, Sant Carles de la Ràpita o les Cases d'Alcanar), les pintures rupestres de l'art llevantí -Patrimoni de la Humanitat- del Perelló o Ulldecona, el poblat ibèric de Tivissa o el de la Moleta del Remei, l'enoturisme a la Terra Alta (on destaquen els cellers cooperatius de Gandesa i Pinell de Brai), etc. S'ha de recordar també que l'any 2013 bona part del territori de les Terres de l'Ebre va ser declarat Reserva de la Biosfera per la UNESCO (EbreBiosfera. Terres de l'Ebre).
La ciutat de Tortosa posseeix un conjunt històric de notables dimensions (declarat com a tal en 1976), on a més del seu recinte fortificat i dels seus 3 monuments nacionals (Catedral de Tortosa, Reials Col·legis i Palau episcopal), hi ha tota mena de construccions o restes arquitectòniques d'especial interès.

## Municipis

Mapa municipal de les Terres de l'Ebre

El Baix Ebre
- l'Aldea
- Aldover
- Alfara de Carles
- l'Ametlla de Mar
- l'Ampolla
- Benifallet
- Camarles
- Deltebre
- Paüls
- el Perelló
- Roquetes
- Tivenys
- Tortosa
- Xerta

El Montsià
- Alcanar
- Amposta
- Freginals
- la Galera
- Godall
- Mas de Barberans
- Masdenverge
- la Ràpita
- Sant Jaume d'Enveja
- Santa Bàrbara
- la Sénia
- Ulldecona

La Ribera d'Ebre
- Ascó
- Benissanet
- Flix
- Garcia
- Ginestar
- Miravet
- Móra d'Ebre
- Móra la Nova
- la Palma d'Ebre
- Rasquera
- Riba-roja d'Ebre
- Tivissa
- la Torre de l'Espanyol
- Vinebre

Terra Alta
- Arnes
- Batea
- Bot
- Caseres
- Corbera d'Ebre
- la Fatarella
- Gandesa
- Horta de Sant Joan
- el Pinell de Brai
- la Pobla de Massaluca
- Prat de Comte
- Vilalba dels Arcs

## Lingüística
Les dades que es presenten a continuació són el resultat d'una enquesta de periodicitat quinquennal duta a terme per l'Institut d'Estadística de Catalunya (IDESCAT) i el Departament de Cultura, mitjançant la Direcció General de Política Lingüística. La mostra és de 7.500 persones majors de 15 anys distribuïdes per tot el territori de Catalunya i té la finalitat de conèixer la identificació lingüística i els usos del català i altres llengües oficials i no oficials de Catalunya en els diversos espais de relacions personals.

### Context demogràfic
Entre l'any 2000 i 2012 es pot apreciar com hi ha hagut un augment considerable de població nascuda a l'estranger. L'any 2013 el nombre de residents nascuts a l'estranger representa el 19,3% de la població resident a les Terres de l'Ebre.

### Coneixements de català 2013
L'any 2013, a les Terres de l'Ebre, un 96,7% dels habitants entenien el català, un 91,5% sabia parlar-lo, un 87,1% sabia llegir-lo i un 69,4% sabia escriure'l. Segons aquestes dades, la competència escrita és l'habilitat que presenta un percentatge més baix. Aquest valor es deu al fet que només la població menor 35 anys ha pogut accedir a una escolarització en català.

### Coneixements de català 2003-2013
Tenint en compte les dades dels estudis quinquennals duts a terme entre els anys 2003 i 2013, es pot observar que els coneixements de català han variat:
- La comprensió oral va minvar lleugerament entre els anys 2003 i 2008 mentre que entre els anys 2008 i 2013 va mantenir-se.
- L'expressió oral va minvar un 9,5% entre els anys 2003 i 2008. En canvi, entre els anys 2008 i 2013 va augmentar un 7,3%.
- La comprensió lectora va minvar un 8,1% entre els anys 2003 i 2008. En canvi, entre els anys 2008 i 2013 va augmentar un 7,3%.
- L'expressió escrita ha anat augmentant progressivament un 12% durant aquests 10 anys.

### Usos lingüístics
Pel que fa a la llengua inicial hi ha més persones que identifiquen el català com la seva llengua (71,4) que no pas les que tenen com a llengua inicial (68,3%).
Un 68,3% de la població té el català com a llengua inicial i un 71,4% com a llengua d'identificació. Això suposa un augment percentual de 3,1 punts. A més, el català és la llengua habitual del 73,8% de la població.
L'any 2013 a les Terres de l'Ebre el percentatge de persones que declaren fer servir el català és més gran entre la gent d'edat avançada, mentre que el grup que l'utilitza menys és el de 35 a 49 anys.
Pel que fa a la llengua habitual segons el lloc de naixement podem apreciar com un 94,1% dels nascuts a Catalunya són els que declaren tenir com a llengua habitual el català. En canvi, aquest percentatge presenta una davallada d'un 53,9% en el cas dels nascuts a Espanya i en el cas dels estrangers representa poc més d'un 10% que declaren tenir el català com a llengua inicial.

### Llengua habitual segons origen familiar
Pel que fa a la llengua habitual segons l'origen familiar es pot apreciar com hi ha un ús bastant elevat del català (aproximadament un 95%) entre famílies constituïdes per un subjecte i un o ambdós progenitors nats a Catalunya. En canvi en les famílies constituïdes per un subjecte nat a Catalunya i progenitors nats fora de Catalunya el percentatge baixa lleugerament un 38%. Els subjectes nats a Espanya i a l'estranger presenten un ús habitual del català inferior a la resta.

### Llengua inicial i llengua habitual 2003-2013
L'anàlisi de l percentatge de població amb el català com a llengua inicial al llarg d'aquesta dècada mostra una certa davallada del català entre els anys 2003 i 2008. Aquest fet es pot atribuir, bàsicament, a l'impacte de les migracions durant aquesta època fent que el percentatge de població amb el castellà com a llengua inicial augmenti un 3,7%. Entre els anys 2008 i 2013 es pot apreciar una lleugera remuntada d'un 3,3% del català com a llengua inicial.
Pel que fa a la llengua habitual, les enquestes mostren la mateixa tendència que en el cas de la llengua inicial, és a dir, els percentatges comencen a recuperar-se en el període 2008-2013 després de la davallada en el període 2003-2008.

### Usos lingüístics a la família
Els usos lingüístics amb els avis, els pares i el fill més gran indiquen que a les Terres de l'Ebre el procés de transmissió lingüística intergeneracional és favorable al català, atès que en aquest àmbit l'ús del català amb el fill més gran (73,2%) és més alt que amb la mare (67,4%), i més encara que amb els avis materns (65%).

### Usos lingüístics en els àmbits interpersonals
A les Terres de l'Ebre l'ús del català en els àmbits interpersonals supera més del 70% en 4 de 7 àmbits estudiats: amistats (72,3%), membres de la llar (71,2%), veïns (71,0%) i companys d'estudi (78,0%). Mentre que en la resta d'àmbits es pot apreciar com oscil·la entre el 50% i 67%: escriure notes personals (52,4%), companys de feina (67,4%) i usuaris o clients de Catalunya (67,4%) .
L'àmbit dels companys d'estudi és el que ostra un percentatge més elevat d'ús del català (78%). Aquest fet es deu, suposadament, a l'acció de la immersió lingüística.

### Usos lingüístics de consum, serveis i món laboral 2013
A les Terres de l'Ebre l'ús del català supera més de 70% en 5 dels 7 àmbits estudiats: administració local (76,9%), bancs (75,4%), petit comerç (73,65), personal mèdic (72,3%) i Administració de la Generalitat (70,8%). A l'àmbit del gran comerç (68%) i l'administració de l'Estat (64,2%) són els més baixos quant a l'ús del català. En l'àmbit laboral es pot apreciar com a les Terres de l'Ebre l'ús del català és predominant (78,4%).